# Incendies de 2025 à Los Angeles

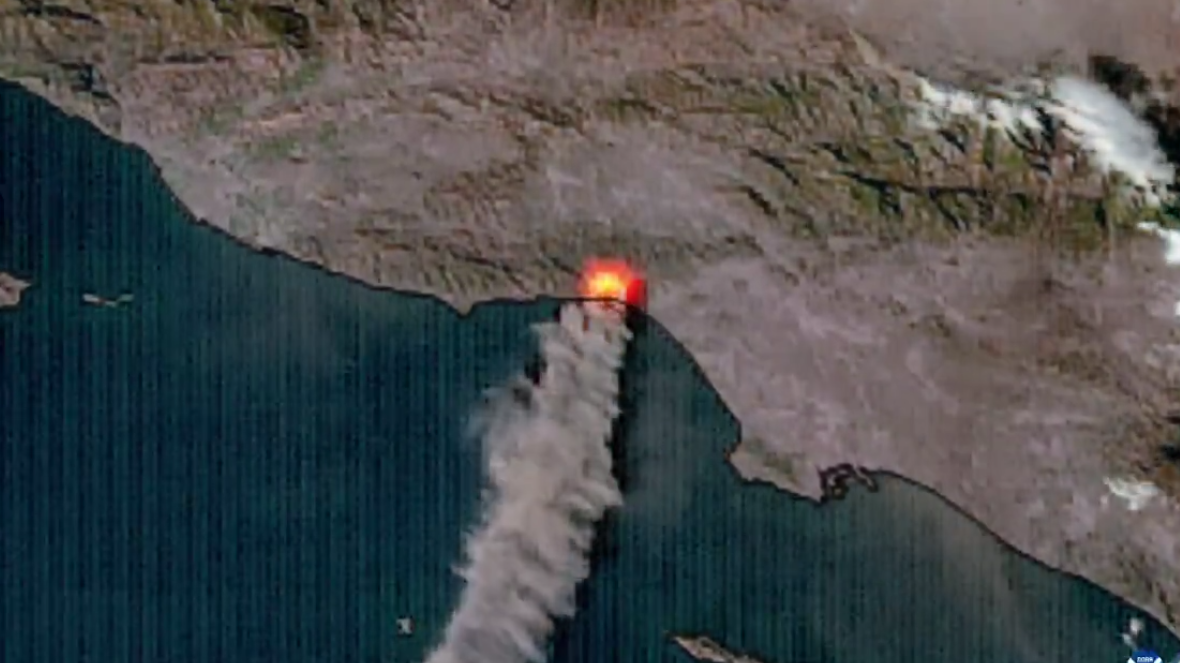
Vue satellite des incendies le 7 janvier 2025.

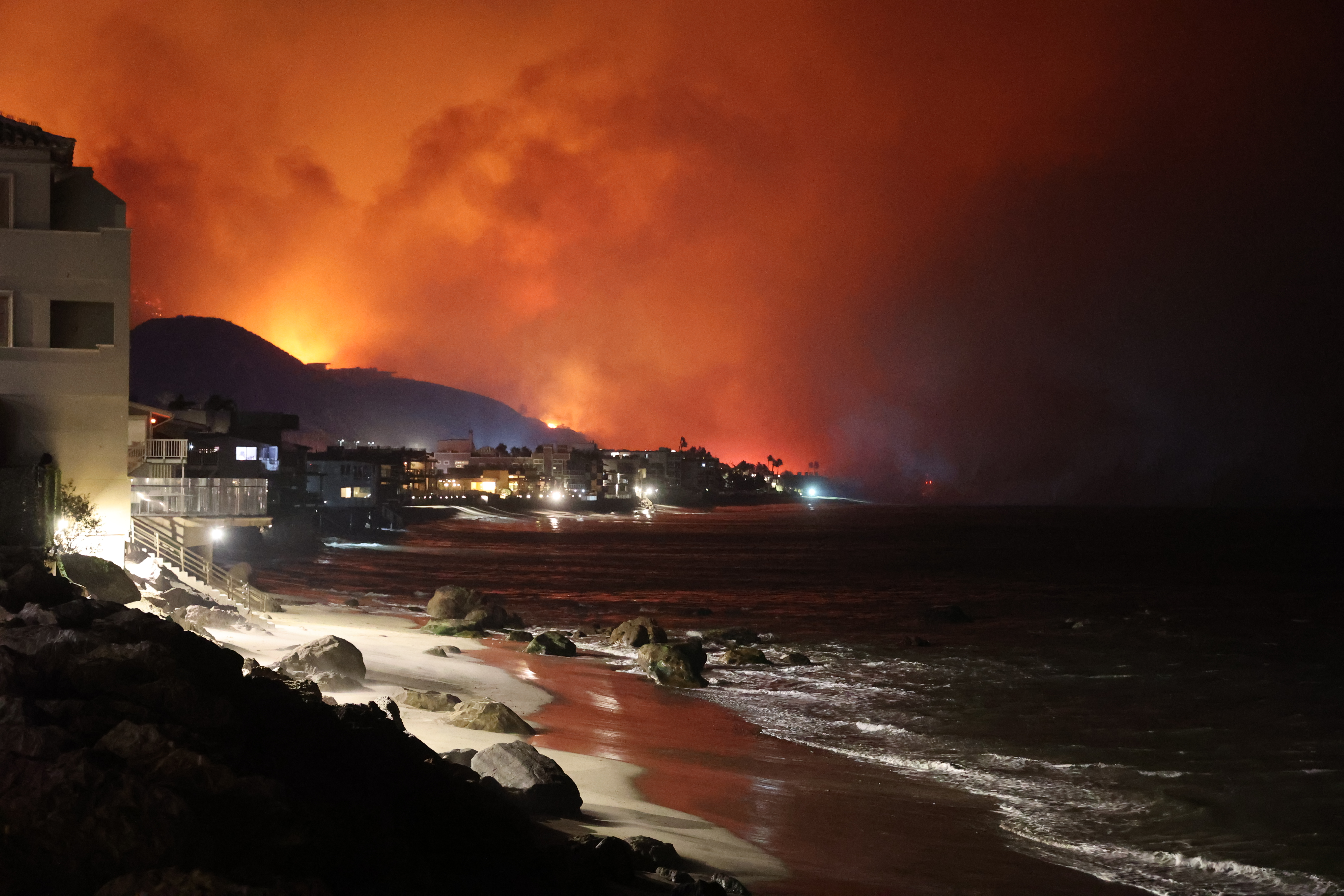
Incendie vu depuis la côte.

Pour les articles homonymes, voir Incendie de Los Angeles.
Du 7 au 31 janvier 2025, une série d'incendies a touché la région métropolitaine de Los Angeles et les régions environnantes en Californie du Sud, notamment à Pacific Palisades, Eaton, Hurst et Sunset.
Qualifiés par le président américain, Joe Biden, d'incendies les « plus dévastateurs » de l'histoire de la Californie, ils ont causé, selon le département du médecin légiste du comté de Los Angeles, la mort de 24 personnes et des dizaines de blessés, ainsi que la destruction de plus de 2 000 habitations et bâtiments. Le bilan reste très peu concluant ; il a progressivement augmenté au fur et à mesure que les secours identifiaient les victimes (déclare le service de médecine légale du comté de Los Angeles).
Près de 130 000 personnes ont dû évacuer leurs maisons et on estime que les pertes économiques pourraient atteindre 10 milliards de dollars.
Les personnes touchées par ces violents incendies vont des célèbres acteurs hollywoodiens tels que Billy Cristal et James Wood et des personnalités telles que Paris Hilton aux habitants de la zone côtière et des quartiers les plus à l'ouest de la ville. Au moins cinq incendies de forêt ravagent la ville de Los Angeles, sur la côte ouest des États-Unis, dont trois ont été qualifiés d'« incontrôlables » par les autorités humanitaires.
Ils ont ravagé de plus de 150 kilomètres carrés ou 14 500 hectares, soit une superficie équivalente à celle de la ville de San Francisco. et plus de 10 000 habitations, et causé des dégâts estimés à des centaines de milliards de dollars.

## Contexte
Après des hivers 2023 et 2024 très pluvieux, qui avaient provoqué des inondations et favorisé la croissance de la végétation, une importante sécheresse sévit du 1er juillet 2024 au 5 janvier 2025. Au cours de cette période, la ville de Los Angeles reçoit à peine 4 mm de précipitations, ce qui accroît fortement le risque d'incendie. En comparaison, la ville avait reçu près de 186 mm d'eau en moyenne annuelle entre 2021 et 2024.
La propagation des incendies est ainsi aggravée par ces conditions météorologiques extrêmement défavorables. Les incendies sont attisés par un vent chaud, sec et puissant provenant du désert, le vent de Santa Ana ; un phénomène fréquent en Californie du Sud durant l'automne et l'hiver, cette année d'une intensité exceptionnelle. Des rafales atteignent la vitesse de 160 km/h, les vents violents alimentent les feux en oxygène et empêchent les interventions des avions et hélicoptères bombardiers d'eau, ce qui amplifie considérablement les dommages.
En décembre 2024, Kristin Crowley, cheffe du service d'incendie de Los Angeles, a dénoncé une réduction de 17,6 millions de dollars (2 % de son budget) par rapport à l’année fiscale 2023-2024. La maire de Los Angeles, Karen Bass, a démenti que cela ait pu réduire les capacités de lutte contre les incendies en cours.

## Lien entre le changement climatique d'origine anthropique et les incendies de forêt
Une étude de World Weather Attribution établit que les incendies ont été exacerbés par le réchauffement climatique. L'étude montre que le réchauffement d'origine anthropique a augmenté le risque d'incendies extrêmes d'environ 35 % et leur intensité de 6 %, tandis que la saison sèche a été prolongée d'environ 23 jours. Des précipitations insuffisantes en automne, combinées à des vents violents, ont entraîné une propagation rapide et étendue, et l'étude fait la démonstration de la nécessité d'une préparation renforcée et d'une adaptation climatique à long terme.

## Liste des incendies
- Eaton Canyon : du 7 au 9 janvier 2025, le feu  d'Altadena[6] et une partie de Pasadena[7]. Environ 5 700 hectares sont détruits.
- Dans le quartier de Pacific Palisades, plus de 30 000 personnes ont évacué la zone dès le 8 janvier[8].
- Le Kenneth Fire, au nord de Palisades Fire vers Calabasas est déclaré maîtrisé au 12 janvier 2025[9]. L'incendie aurait brûlé 400 hectares entre le 9 janvier 2025 et le 12 janvier 2025, l'évacuation est ordonnée puis levée[10].

## Moyens de lutte
Des détenus « volontaires », des pompiers professionnels privés engagés par des propriétaires fortunés, ainsi que l’armée, avec plus de 600 membres de la Garde nationale californienne, des Marines et leurs appareils sont mobilisés pour combattre les incendies. Des pompiers du Canada et du Mexique sont également envoyés en renfort,. Pour lutter contre ces incendies inédits, de nombreux avions bombardiers d'eau, exploités aux États-Unis par les compagnies privées, sont envoyés sur les montagnes et les quartiers qui ne sont pas accessibles aux pompiers, en dépit des très difficiles conditions de vol. Les appareils sont de tout type, y compris des DC-10 Air Tanker, à grande capacité d'emport. D'autres appareils, équipés de capteurs de dernière technologie, sont déployés pour observer la progression des incendies et établir des cartes de foyers, tels que les King Air C90 de Tenax Aerospace.
Des polémiques ont eu lieu sur le rôle des pompiers privés, dont les moyens dépassent ceux des autres pompiers. Ces pompiers privés sont engagés par des compagnies d'assurances, qui en font un service premium pour leurs plus riches clients, ou par des millionnaires qui veulent préserver leurs propriétés. Ils ont pour mission de défendre les propriétés de leurs clients sans faire attention à celles de leurs voisins et coûtent environ 2 000 euros de l'heure.
Donald Trump, nouvellement entré en fonction en tant que président des États-Unis, ordonne le 31 janvier au corps du génie de l'armée des États-Unis d'ouvrir deux barrages de Californie centrale, pensant ainsi acheminer de grandes quantités d'eau pour aider à contenir les incendies. Cette décision est toutefois massivement critiquée par les experts : en effet, les barrages n'étant pas connectés au système anti-incendie de Los Angeles, les milliards de litres d'eau ainsi relâchés sont inutilisables et donc gaspillés, d'autant que cette eau aurait dû être conservée à des fins d'irrigation lors de la saison sèche,. 

## Dégâts
Maîtrisés seulement au bout de trois semaines, les incendies ont fait une trentaine de morts, détruit plus de 10 000 habitations, endommagé plus de 2 000 bâtiments et forcé plus de 200 000 personnes à évacuer.
Les propriétés de nombreuses personnalités du show-business sont détruites,,,,,.
De nombreuses œuvres d'art ont également été détruites par le feu. C'est le cas de la galerie Hauser & Wirth à Altadena, des ateliers de Paul McCarthy, Beatriz Cortez (en), Eddie Rodolfo Aparicio (d), Kathryn Andrews (d), ainsi que d'artistes moins connus. Menacée par les flammes, la Villa Getty n'a pas subi de dégâts grâce à sa conception anti-incendie,. Un triptyque de Francis Bacon, Trois études de Lucian Freud (1969), d’une valeur estimée de 142 millions de dollars, a été entièrement détruit dans l'incendie du domicile de l’acteur Anthony Hopkins.
Selon Accuweather, les dégâts et les pertes économiques sont estimés entre 250 et 275 milliards de dollars.

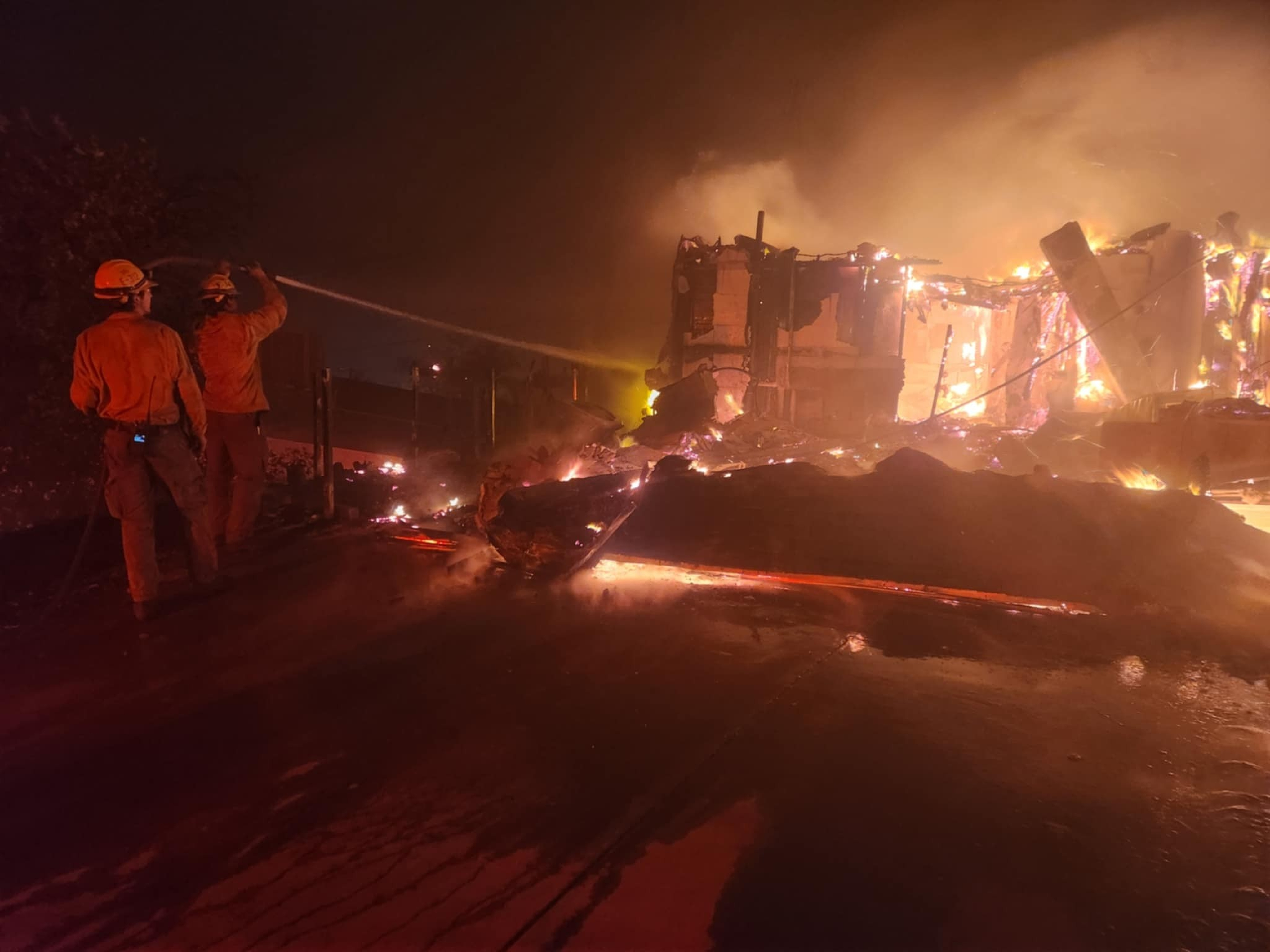
Image d’un quartier résidentiel de Los Angeles durant l’incendie.

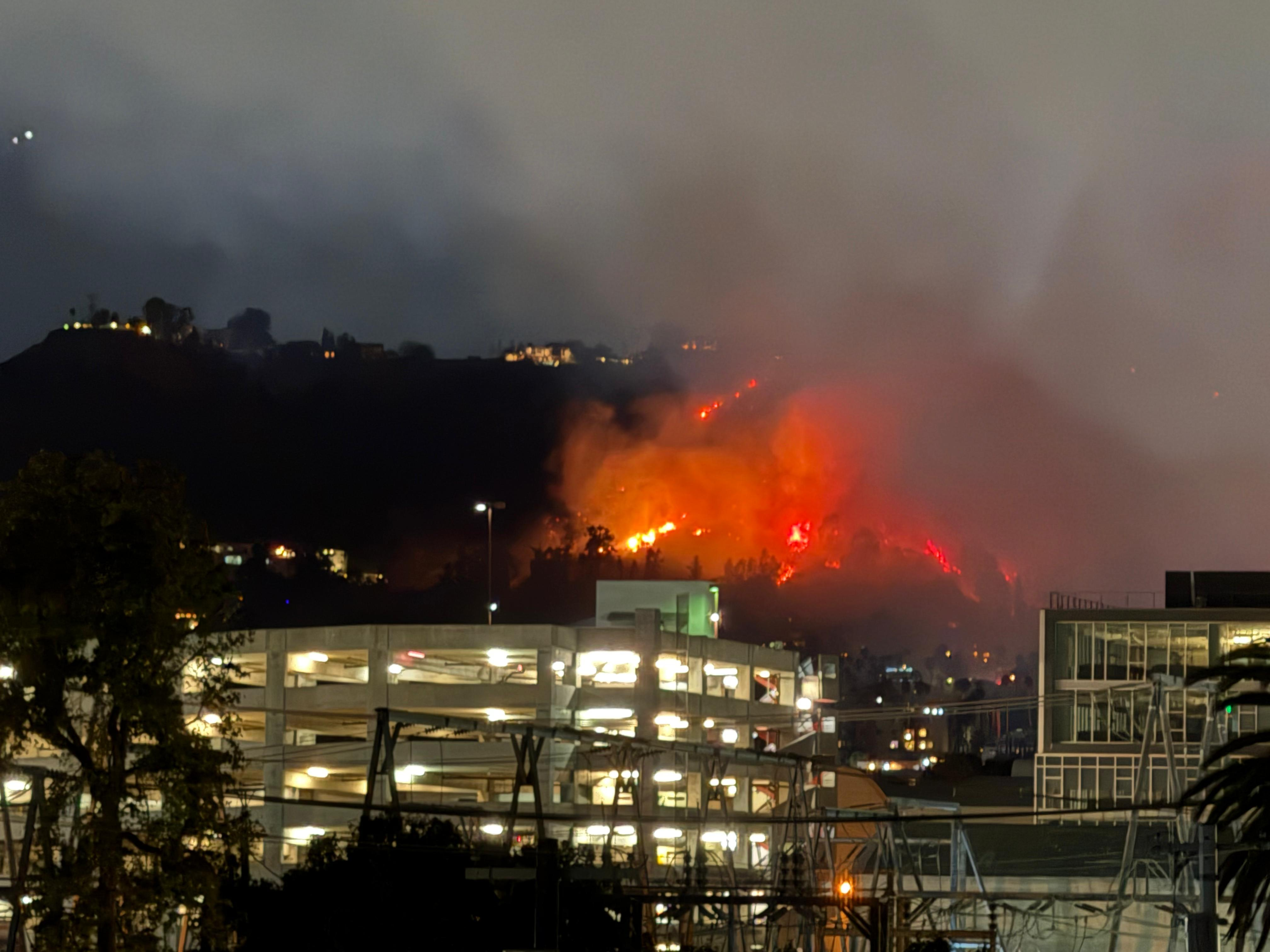
« Sunset fire » (nom du foyer d’un feu) à Los Angeles en janvier 2025.

## Réactions
Le président américain, Joe Biden, déclare que ces incendies sont les « plus dévastateurs » de l'histoire de la Californie.
Le Premier ministre australien Anthony Albanese déclare que les images de Los Angeles ont réveillé un traumatisme chez les Australiens confrontés à des incendies de forêt et qu'elles montrent l'impact du changement climatique sur la saison des incendies.